# Attila Decker
Attila Decker (Budapest, 25 agosto 1987) è un pallanuotista ungherese di ruolo portiere, campione del mondo con la propria nazionale a Barcellona 2013.
Anche il fratello maggiore Ádám è pallanuotista professionista.

## Palmarès

### Club
- Campionato ungherese: 2

Szolnok: 2015, 2016
- Coppa d'Ungheria: 3

Eger: 2007
Szolnok: 2014, 2016

### Nazionale
- Mondiali

Barcellona 2013: 
Budapest 2017: 
- Europei

Budapest 2014: 
- World League

Čeljabinsk 2013: 
Dubai 2014 
- Coppa del Mondo

Almaty 2014: 